# 前188年
| 千纪： | 前1千纪 |
| 世纪： | 前3世纪 \| 前2世纪 \| 前1世纪                                                                                         |
| 年代： | 前210年代 \| 前200年代 \| 前190年代 \| 前180年代 \| 前170年代 \| 前160年代 \| 前150年代                               |
| 年份： | 前193年 \| 前192年 \| 前191年 \| 前190年 \| 前189年 \| 前188年 \| 前187年 \| 前186年 \| 前185年 \| 前184年 \| 前183年 |
| 纪年： | 西汉汉惠帝七年 |

## 大事记
- 八月十一日（9月26日），漢惠帝駕崩，呂后臨朝稱制，成為秦始皇統一中國，實行皇帝制度之後，第一個臨朝稱制的女主，同年大封諸呂。
- 塞琉古帝國被迫與羅馬共和國簽下阿帕米亞和約，放棄在歐洲的所有領土、將托羅斯山脈以北整個小亞細亞割讓與帕加馬及支付鉅額賠償金，結束羅馬-敘利亞戰爭。

## 出生
- 汉景帝

## 逝世
- 9月26日 - 漢惠帝，西漢第二任皇帝。